# Eugen Horniak
Eugen Horniak (Ružindol, 28 agosto 1926 – Bratislava, 6 ottobre 2004) è stato un cestista cecoslovacco.

## Carriera
Con la Cecoslovacchia ha disputato i Giochi olimpici di Helsinki 1952 e due edizioni dei Campionati europei (1953, 1955).